# Akysis fontaneus
Akysis fontaneus är en fiskart som beskrevs av Ng 2009. Akysis fontaneus ingår i släktet Akysis och familjen Akysidae. Inga underarter finns listade i Catalogue of Life.